# Большая игра (фильм, 1930)
Не путать с Большая игра (фильм, 1934)
«Большая игра» (англ. The Great Game) — кинофильм 1930 года. Это был один из самых ранних фильмов, в котором использовался футбол в качестве центральной темы.

## Сюжет
Сюжет фильма содержит множество элементов того, что стало клише в жанре фильма спорта. Дики Браун — молодой, стремящейся к успеху футболист, ведущий борьбу за место в основном составе вымышленного футбольного клуба «Маннингфорд». Команда находится на стадии успешного выступления в Кубке Англии. Ему удается очаровать дочь председателя клуба и таким образом он попадает в основной состав, и в конечном итоге выигрывает Кубок для своей команды.
Фильм охватывает основные клише футбольных конфликтов, которые существуют по сей день. Главный тренер команды хочет дать своим молодым игрокам шанс в основе; председатель, с другой стороны, настаивает на подписании состоявшихся звездных игроков, таких как Джек Кук (на самом деле в то время игравший за «Миллуолл», ранее играл за «Челси» и «Эвертон»).
Бо́льшая часть фильма происходит на домашнем стадионе «Челси», «Стэмфорд Бридж», в фильме появляется поле стадиона, зал заседаний, и раздевалки. Так же в фильме появились в качестве гостей, тогдашние игроки «Челси» Эндрю Уилсон, Джордж Миллс, и Сэм Миллингтон. В этом фильме так же состоялся дебют, известного после, британского актёра Рекса Харрисона.

## В ролях
- Джон Баттен — Дикки Браун
- Рене Клама — Пэгги Джексон
- Джек Кук — Джим Блэйк
- Рандл Айртон — Хендерсон
- Нил Кеньон — Джексон
- Кеннет Ков — Балтитуд
- А. Г. Поултон — Бэнкс
- Билли Блит — Билли
- Леу Лейк — Табби
- Уолли Патч — Джо Миллер
- Рекс Харрисон — Джордж